# Alfred Scholz (Politiker)

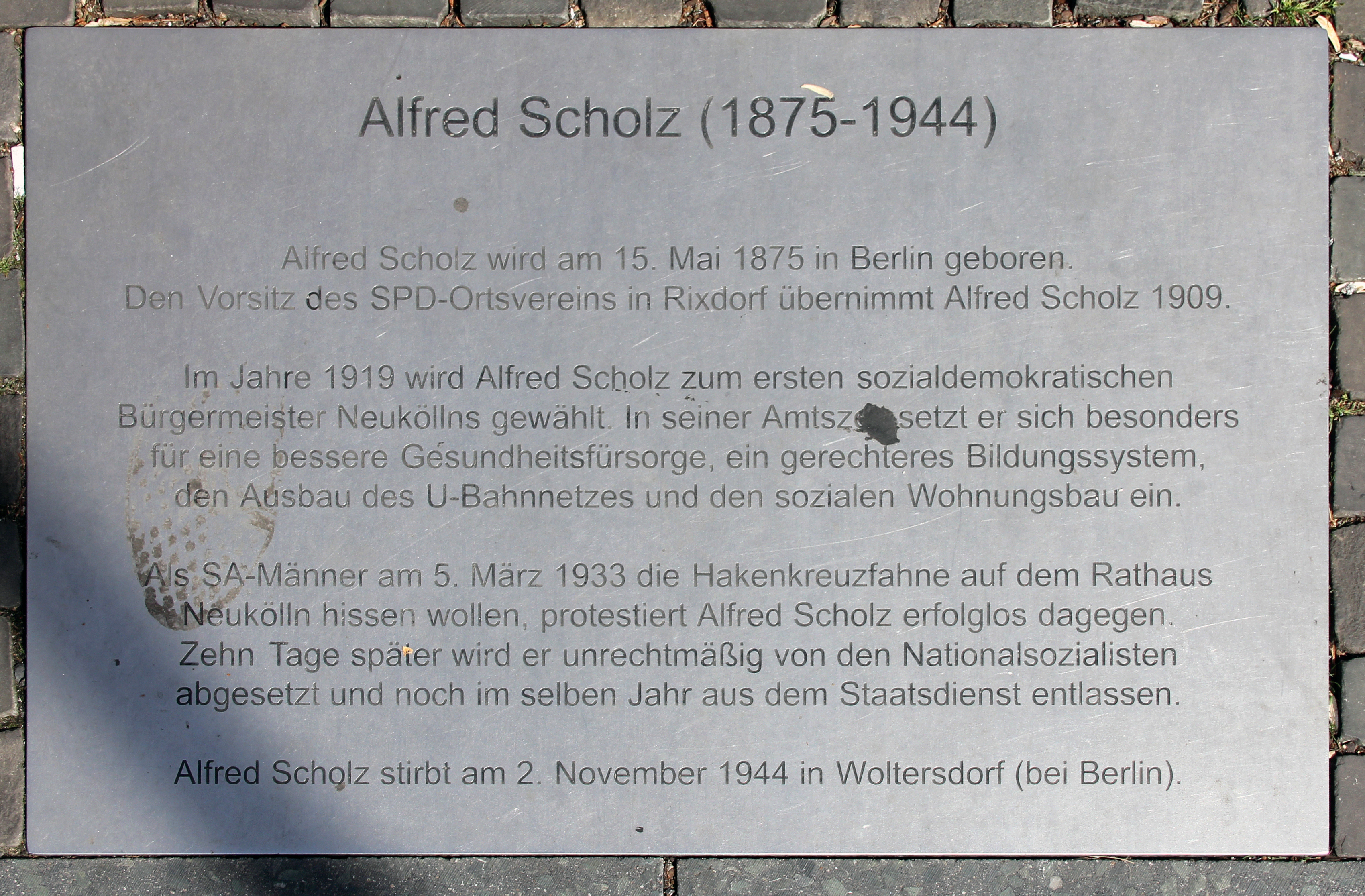
Gedenktafel am Alfred-Scholz-Platz in Berlin-Neukölln

Alfred Heinrich Paul Scholz (* 15. Mai 1876 in Berlin; † 2. November 1944 in Woltersdorf (bei Berlin)) war ein deutscher Politiker (SPD), zunächst Bürgermeister von Neukölln und ab 1920 Bezirksbürgermeister des Bezirks Neukölln.
Alfred Scholz wurde 1906 in die Stadtverordnetenversammlung Rixdorf gewählt. 1911 wurde er zum Stadtverordnetenvorsteher von Rixdorf – als erster Stadtverordnetenvorsteher der SPD im Deutschen Reich – gewählt. Von 1921 bis 1933 war er Bezirksbürgermeister von Neukölln. 
Der Landesdirektor der preußischen Provinz Brandenburg ernannte ihn am 6. März 1920 zum Preußischen Provinzialrat.
Scholz wurde nach der „Machtergreifung“ der Nationalsozialisten unter der Berufung auf das Gesetz zur Wiederherstellung des Berufsbeamtentums entlassen.
Scholz wohnte die letzten Jahre seines Lebens zurückgezogen am Berghofer Weg in Woltersdorf an der Schleuse.
Seine Eltern waren der Büfettier Johann Heinrich Scholz und Pauline Bunge. Scholz heiratete 1899 Gertrud Uster (1881–1950), die spätere Stadtverordnete von Berlin. Aus dieser Ehe gingen vier Kinder, zwei Söhne und zwei Töchter hervor: Erwin (1899–1904), Hertha Beese (1902–1987), Arno Scholz (1904–1971) und Ella (Gertrud Martha) (verheiratete Walter, die spätere Mutter des Werbefachmanns Harry Walter).
Die Ehe wurde geschieden und Alfred Scholz heiratete 1925 Lina Scholz geb. Beck und bekam noch einen Sohn: Helmut Scholz (1927–2013)
Im Jahr 2014 wurde der „Platz der Stadt Hof“ an der Karl-Marx-Straße nach seiner Neugestaltung zu Ehren des ersten Bezirksbürgermeisters von Neukölln in „Alfred-Scholz-Platz“ umbenannt.